# Hynobius abei
Hynobius abei é uma espécie de anfíbio caudado pertencente à família Hynobiidae. Endêmico do Japão.